# Delias apoensis
Delias apoensis é uma espécie de borboleta da subfamília Pierinae que é endémica de Mindanau, nas Filipinas. A localidade do tipo é no Mounte Apo, Mindanau.
A envergadura é 62-75 milímetros.

## Subespécies
- Delias apoensis apoensis (Monte Apo, Mindanau)
- Delias apoensis maizurui Yagishita e Nakano, 1993 (Monte Kitanlad, Mindanau)